# Words (Sara Evans)
Words è il nono album dal vivo della cantante statunitense Sara Evans, pubblicato nel 2017.

## Tracce
1. Long Way Down – 4:14 (Liz Hengber, Tammy Rogers, Jerry Salley)
2. Marquee Sign – 4:00 (Evans, Heather Morgan, Jimmy Robbins)
3. Diving in Deep – 2:36 (Hillary Lindsey, Steve McEwan, Gordie Sampson)
4. All the Love You Left Me – 4:17 (Lindsey, Sampson, Ben West)
5. Like the Way You Love Me – 3:04 (Evans, Jason Massey)
6. Rain and Fire – 3:38 (Charles Harmon, Claude Kelley)
7. Night Light – 3:38 (Jaida Dreyer, Daniel Tashian)
8. I Need a River – 4:22 (Marcus Hummon, Sonya Isaacs, Darrell Scott)
9. I Don't Trust Myself – 3:34 (McEwan, Sampson, Caitlyn Smith)
10. Make Room at the Bottom – 3:12 (Brett James, Ashley Monroe)
11. Words – 2:48 (David Hodges, Robbins, Jake Scott)
12. I Want You – 3:41 (Thomas Lee Brown, Victoria McCants, Travis Sayles, Shane Stevens)
13. Letting You Go – 4:11 (Victoria Banks, Evans, Emily Shackelton)
14. A Little Bit Stronger (acoustic) – 4:40 (Luke Laird, Lindsey, Hillary Scott)